# Статев, Христо
Христо Статев Попов (болг. Христо Статев Попов; 27 ноября 1887, Русе — 1 сентября 1967, Рим) — болгарский крайне правый политик, сподвижник Александра Цанкова. Руководящий активист Союза болгарских национальных легионов и Народного социального движения. Министр сельского хозяйства Болгарии в 1931, член прогерманского правительства в эмиграции в 1945. Первый председатель эмигрантского Болгарского национального фронта. Заочно приговорён к смертной казни Народным судом. Реабилитирован в 1996.

## Правый националист
В 1913 окончил юридический факультет Софийского университета. Был активным членом Народно-либеральной партии, редактировал партийную газету Воля. Придерживался правых националистических позиций. Участвовал в Балканских и в Первой мировой войне.
В 1923 году Христо Статев поддержал свержение правительства Александра Стамболийского и подавление Сентябрьского восстания. Состоял в партии Демократический сговор, активно поддерживал Александра Цанкова. В 1931 основал журнал Нова мисъл, в котором пропагандировал идеологию фашизма.

## Эволюция к фашизму
На следующий год Христо Статев примкнул к партии Цанкова Народное социальное движение. В партии, идеология которой основывалась на цанковском «буржуазном социализме», Статев представлял буржуазное либерально-националистическое направление — в противовес просоциалистической тенденции Димо Казасова.
Эволюционировал в ультраправом направлении направлении, выражал симпатии к национал-социализму и Третьему рейху. Наряду с Александром Цанковым, Иваном Дочевым, генералом Луковым, генералом Жековым, считался лидером болгарских крайне правых сил. Был депутатом парламента нескольких созывов.
Состоял также в руководстве Союза болгарских национальных легионов. Вёл активную общественную деятельность, был членом Национального комитета Болгарской спортивной федерации и Центрального управления Союза офицеров запаса.

## Эмигрант-антикоммунист
В 1944 году Христо Статев принял предложение Цанкова и перебрался в Вену, где занял министерский прост в цанковском прогерманском правительстве. После окончания Второй мировой войны перебрался в Западную Германию и активно включился в формирование структур болгарской антикоммунистической эмиграции.
Был одним из основателей Болгарского национального фронта (БНФ), редактировал орган БНФ журнал Свобода.Был первым председателем БНФ, претендовал на лидерство в организации. В результате конфликта с Иваном Дочевым и раскола 1959 некоторое время Фронт был расколот на два крыла. Некоторое время Статев возглавлял фракцию БНФ, сгруппированную вокруг журнала «Свобода». В итоге вынужден был уступить руководство Дочеву.
Скончался Христо Статев в итальянском католическом монастыре.

## Осуждение и реабилитация
В 1945 Христо Статев был заочно приговорён Народным судом к смертной казни. В августе 1996 приговор отменён Верховным судом Болгарии.